# Družstevná pri Hornáde

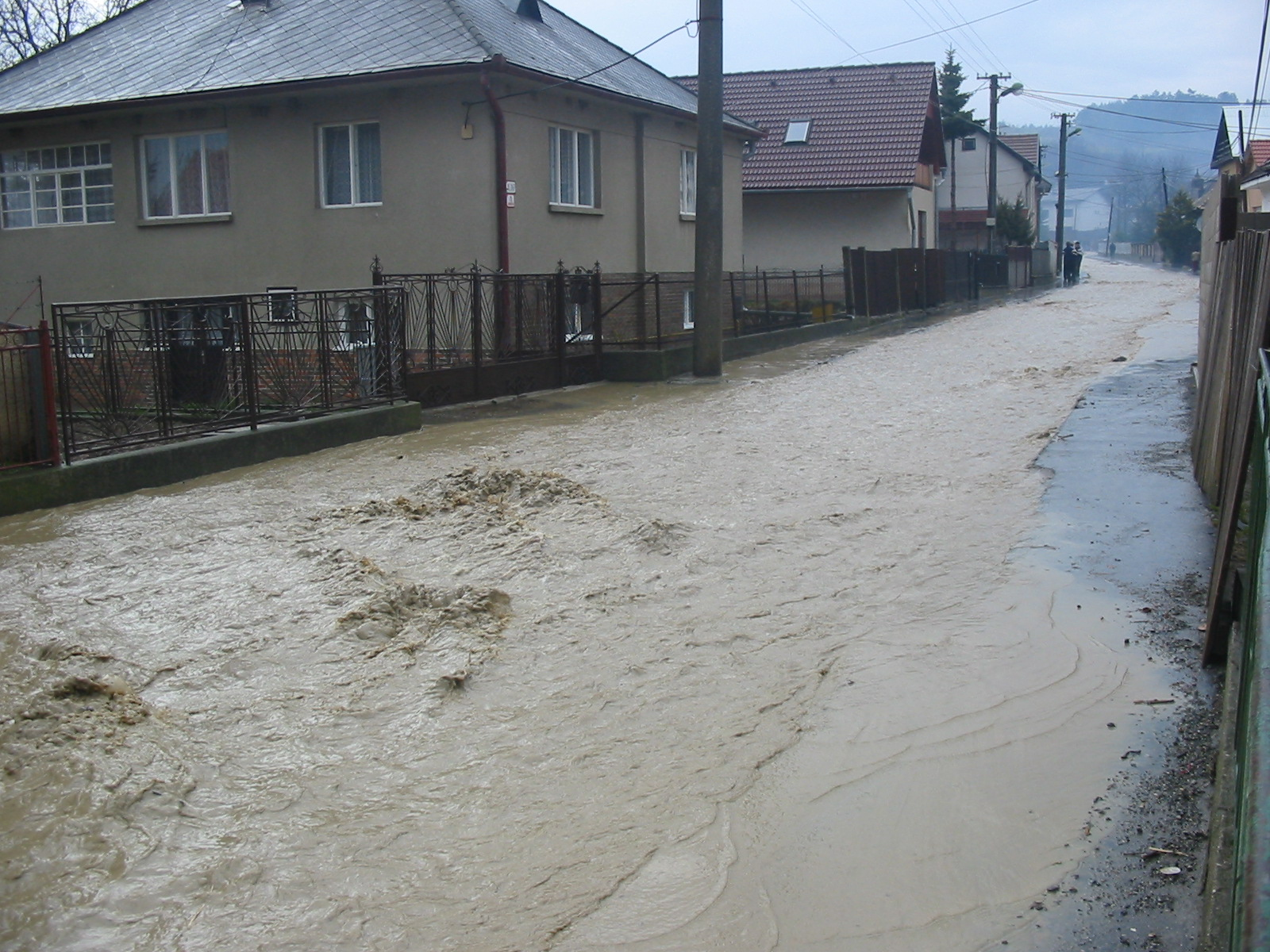
Družstevná pri Hornáde

Družstevná pri Hornáde (Hongaars: Hernádszentistván) is een Slowaakse gemeente in de regio Košice, en maakt deel uit van het district Košice-okolie.
Družstevná pri Hornáde telt 2.445 inwoners.